# Andrej Guček
Andrej Guček, slovenski kantavtor in rockovski glasbenik, * 10. november 1963, Ljubljana.
Guček je pevec, multiinstrumentalist, avtor besedil in glasbe pri skupini Hiša. Je eden pomembnejših slovenskih kantavtorjev, ki so se uveljavili v devetdesetih letih dvajsetega stoletja.

## Življenjepis in kariera
Odraščal je v Trbovljah. S skupino Hiša je objavil trinajst plošč. Za sedem studijskih albumov, izdanih za založbo ZKP RTV Slovenija, je napisal besedila in glasbo. S skupino Hiša je 9. avgusta, 1996 nastopil v ljubljanskih Križankah kot predskupina ameriške zasedbe Cowboy Junkies. V letih 2005, 2006 in ob tridesetletnici delovanja skupine Hiša leta 2011, je nastopil na samostojnih koncertih v Cankarjevem domu v Ljubljani. Za RTV Slovenija je posnel več koncertov. Celovečerni koncert, ki ga je s skupino Hiša posnel za RTV Slovenija aprila leta 1999, je založba ZKP RTV Slovenija izdala na plošči z DVD-jem Skoraj poletje. Zadnji koncert za Radio Slovenija je s skupino Hiša odigral leta 2011 s prenosom v živo iz Studia 14.
Leta 2003 je skupaj z Juretom Torijem (iz benda Orlek) ustanovil skupino Bluesteam, s katero je leta 2005 nastopil na mednarodnem blues festivalu Postojna Blues. Leta 2003 je s skupino Hiša ustanovil frakcijo Peaceful Riders, ki je preigravala ameriško 'west coast' folk glasbo. 2008 je s skupino Hiša ponovno nastopil na Postojna Blues festivalu.   
Leta 2010 je stopil na samostojno glasbeno pot in pri založbi Multirecords objavil prvo samostojno ploščo z naslovom Temne zore. Pri založbi Klopotec je v decembru 2016 izšla njegova druga samostojna plošča Delta, za katero je napisal vso glasbo in besedila. Delta je postala album tedna po časopisu Delo. Ploščo Delta pa je v živo predstavil tudi na nacionalnem radiu v oddaji glasbenega urednika Andreja Karolija. Na plošči je sodeloval z Ladom Jakšo (saksofoni, klaviature), Simonom Jurečičem (bas), Iztokom Repovžem (bobni) in Andražem Mazijem (pedal steel kitara). 
Bil je nominiran in prejel nekaj slovenskih glasbenih nagrad:
- Nominacija za najboljšo debitantsko ploščo - Hiša, Hiša - Zlata nota, 1995
- Nagrada za najboljšega debitanta na Slovenijarock festivalu, 1996 (Hiša - pesem Kdo si?)
- Zlati petelin 1998 za najboljšo ploščo v tujem jeziku - Hiša - Illusion Anyway[14]
- Kompas srca - nominacija za najboljšo rock pesem - Hiša, Kompas srca - Zlati petelin, 1999
- »Popotnik pride v Afrike puščavo« - Hiša, pesem za ploščo Neiztrohnjeno srce, ki je prejela Zlatega petelina 2001 za najboljšo kompilacijo[15]
- Hiša - Za en dotik - nominacija za album leta 2006, anketa glasbenih novinarjev časopisa Nedeljski dnevnik[16]
- Skoraj poletje - uvrščen med 10 najboljših albumov leta 2011 po izboru glasbenega urednika Dragana Buliča

Od leta 2019 nastopa s skupino Andrej Guček & band v kateri sodelujejo: Iztok Pepelnjak - bobni, spremljevalni vokal, Simon Jurečič - bas, Matjaž Predanič - klaviature. V tej zasedbi je 14. 12. 2019, za oddajo Janeta Webra 'Sobotni glasbeni večer', odigral koncert, ki ga je v živo prenašal 1. program Radia Slovenija.  
Andrejeva glasba sodi v žanr americane, ki zajema elemente folka, rocka, countrya in rhythm & bluesa.   
Leta 1998 je na Filozofski fakulteti v Ljubljani pridobil znanstveni magisterij iz sociologije kulture.  

## Diskografija

### Solo
1. Temne zore (Multi Records, 2010)
2. Delta (Klopotec, 2016)
3. Radiosession 96 (EP) (Sinthome Records, 2018)
4. Živo (Sinthome Records, 2020

### S skupino Hiša
1. Hiša (ZKP RTV Slovenija, 1994)
2. Neskončna pot (ZKP RTV Slovenija, 1996)
3. Illusion Anyway - Tribute to Neil Young (ZKP RTV Slovenija, 1997)
4. Kompas srca (ZKP RTV Slovenija, 1998)
5. Nevarna razmerja (ZKP RTV Slovenija, 2000)
6. Silicijevo nebo (ZKP RTV Slovenija, 2002)
7. Trenutki 1992 - 2002 (ZKP RTV Slovenija, 2004)
8. Za en dotik (ZKP RTV Slovenija, 2006)
9. Čas ali svoboda (Multi Records, 2010)
10. Skoraj poletje (ZKP RTV Slovenija, 2011)
11. Peaceful Riders (Sinthome Records, 2013)
12. Illusion Anyway 2 - Tribute to Neil Young (Sinthome Records, 2014)
13. Radiolive (Sinthome Records, 2015)